# НВК «Екофарм»
Науково-виробнича компанія «Екофарм» — українська фармацевтична компанія.

## Історія
Компанія була заснована у 1998 році Анатолієм Новиком. Основу діяльності підприємства складає розробка, виробництво та просування на фармацевтичний ринок лікарських засобів з екологічно чистої рослинної сировини та інших природних джерел. Власна науково-виробнича лабораторія компанії оснащена сучасним обладнанням провідних світових брендів, що дозволяє виконувати всі поставлені завдання на високому технологічному рівні.
Сьогодні на фармацевтичному ринку представлені чотири оригінальних препарати, розроблених фахівцями «Екофарм»: Протефлазід®, краплі, Протефлазід®, супозиторії, Імунофлазід®, Флавозід®.
ФФ «Славута-Фарм» була заснована в 2008 році і на початку 2017-го, як структурна одиниця ТОВ «НВК «Екофарм», отримала назву Департаменту виробництва лікарських засобів.
Основне завдання Департаменту – виробництво лікарських препаратів відповідно до вимог належної фармацевтичної практики (GMP). Використання сучасного фармацевтичного обладнання і системи суворого контролю технологічних параметрів на всіх етапах виробництва дозволять випускати продукцію, що відповідає світовим стандартам. Виробничий підрозділ Департаменту має наступні ділянки: ділянку екстракції рослинної сировини (ділянка отримання і підготовки діючої речовини з рослинної сировини); ділянку настоянок і сиропів; ділянку ін’єкційних форм, очних і назальних крапель; ділянку капсульних форм препаратів; ділянку мазей; ділянку супозиторіїв; склади сировини і готової продукції; відділ контролю якості.
В листопаді 2018 року у селі Улашанівка відкрили нові виробничі потужності.

## Керівництво
- Новик Анатолій Матвійович
- Груша Михайло Володимирович